# Micarea olivacea
Micarea olivacea är en lavart som beskrevs av Coppins. Micarea olivacea ingår i släktet Micarea och familjen Pilocarpaceae.   Inga underarter finns listade i Catalogue of Life.